# Castell cartoixa de Vallparadís
El castell cartoixa de Vallparadís és una antiga edificació de Terrassa, situada vora el torrent de Vallparadís. Des de 1959 és la secció principal de les sis que actualment conformen el Museu de Terrassa. S'hi accedeix pel parc de Vallparadís i pel carrer Salmerón. En aquest mateix carrer, pocs metres més amunt, hi ha el Centre de Documentació i Museu Tèxtil, gestionat per la Diputació de Barcelona.

## Història
El primer esment d'una fortificació vora el torrent de Vallparadís es troba en un document del 1110, quan Berenguer de Sanlà i la seva dona Ermessendis compren al comte de Barcelona, Ramon Berenguer III, unes terres per construir-hi la seva residència senyorial. El castell de Vallparadís, doncs, pertanyerà a aquesta família, que van adoptar el cognom de Terrassa, fins al 1344, en què Blanca de Centelles, filla de Bernat de Centelles i de Saurina de Terrassa, cedeix el castell a monjos cartoixans d'Escaladei i de la seva filial de Sant Pol de Mar, que per a la seva nova funció de monestir van introduir reformes importants, com la creació del claustre a l'antic pati d'armes, la sala capitular i la capella.
Com a cartoixa de Sant Jaume de Vallparadís subsistirà fins al 1413, en què la comunitat es trasllada a Tiana, a la nova cartoixa de Montalegre. Aquell any passa a mans dels carmelitans de l'Hospital de la Santa Creu de Barcelona i, més endavant, és adquirida per Jofre de Sentmenat el 1432. Els Sentmenat van ser els senyors de la quadra de Vallparadís fins al 1830, en què aquest territori va passar sota la jurisdicció del municipi de Terrassa. L'antic castell, aleshores esdevingut una gran masia, encara va ser adquirit, el 1852, per la família Maurí. El 1944 fou declarat monument històric, i el 1947 els Maurí el van cedir a l'Ajuntament de la ciutat, que, després d'una intensa i fantasiosa campanya de restauració i reconstrucció duta a terme per l'arquitecte Alexandre Ferrant, hi va decidir instal·lar el Museu de Terrassa el 1959.

## Edifici

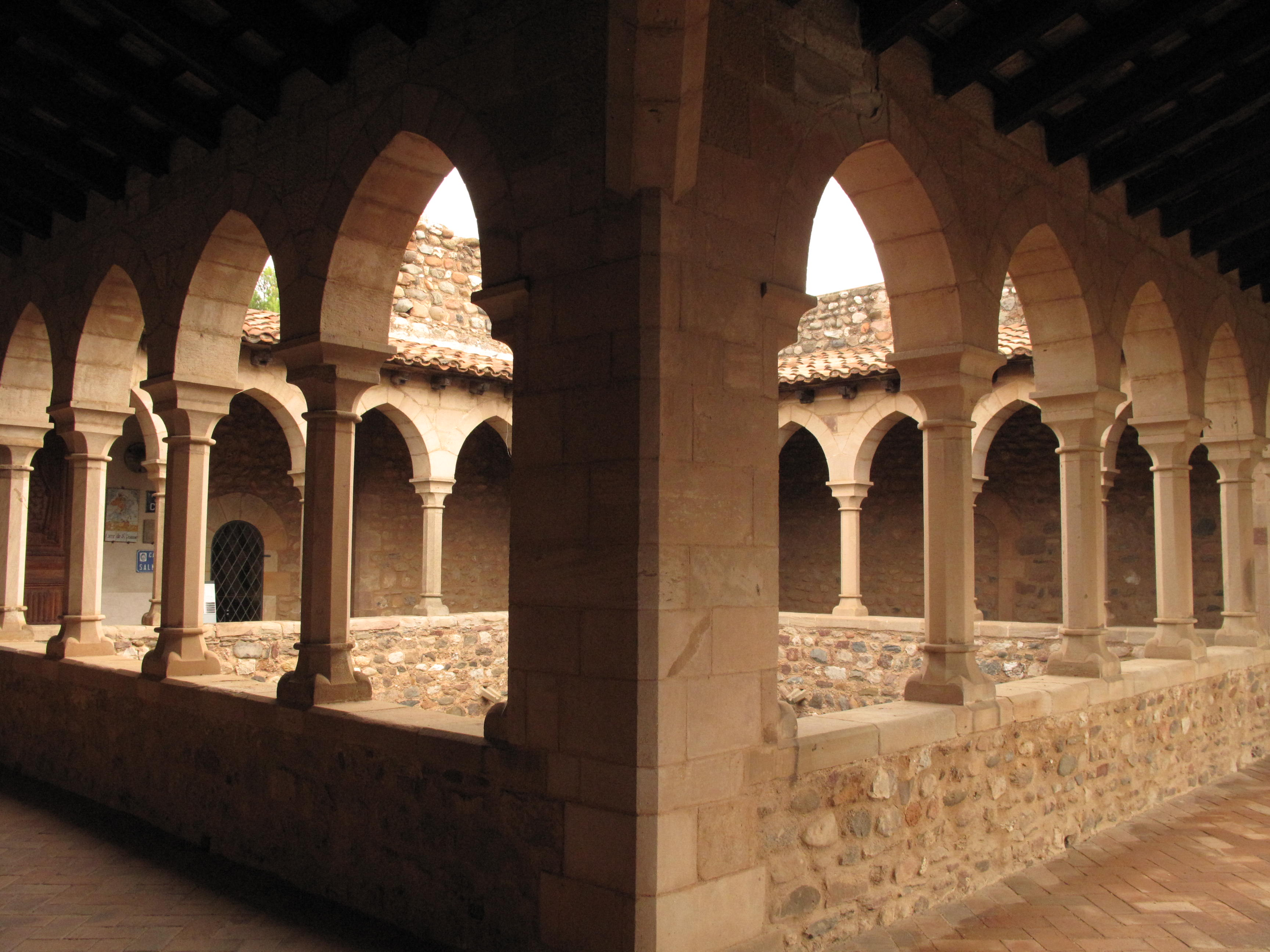
Galeria superior del claustre

El castell actual –que conserva poques restes de l'original, voltat d'un fossat i amb una gran torre central– és de planta rectangular, de murs amb espitlleres i amb quatre torres quadrades als angles i tres bestorres (o mitges torres) al mig dels costats nord, est i sud. Les transformacions arquitectòniques per adequar-lo a les funcions com a cartoixa encara es conserven. Hi destaca el claustre, de dos pisos –l'inferior d'obertures bastant irregulars, i el superior més uniforme, d'arcs apuntats i capitells geomètrics sense decorar–, amb l'antiga sala capitular al costat est, coberta amb volta de creueria. L'antiga església del monestir és la sala anomenada avui el Tinellet, de coberta plana aguantada per quatre arcs apuntats diafragmàtics.

## Museu
Inaugurat el 1959 com a Museu Municipal d'Art, alberga l'exposició permanent i disposa d'una sala d'exposicions on s'exhibeixen les col·leccions del seu fons, formades per peces arqueològiques i artístiques provinents de la ciutat, del terme municipal i de la comarca, que procedeixen de la col·lecció de l'antiga Biblioteca Museu Soler i Palet, creada el 1928 per l'advocat i historiador Josep Soler i Palet i situada al centre de Terrassa. També conserva la col·lecció d'aparells de ràdio d'Eudald Aymerich, que va cedir-la a la ciutat el 1974.

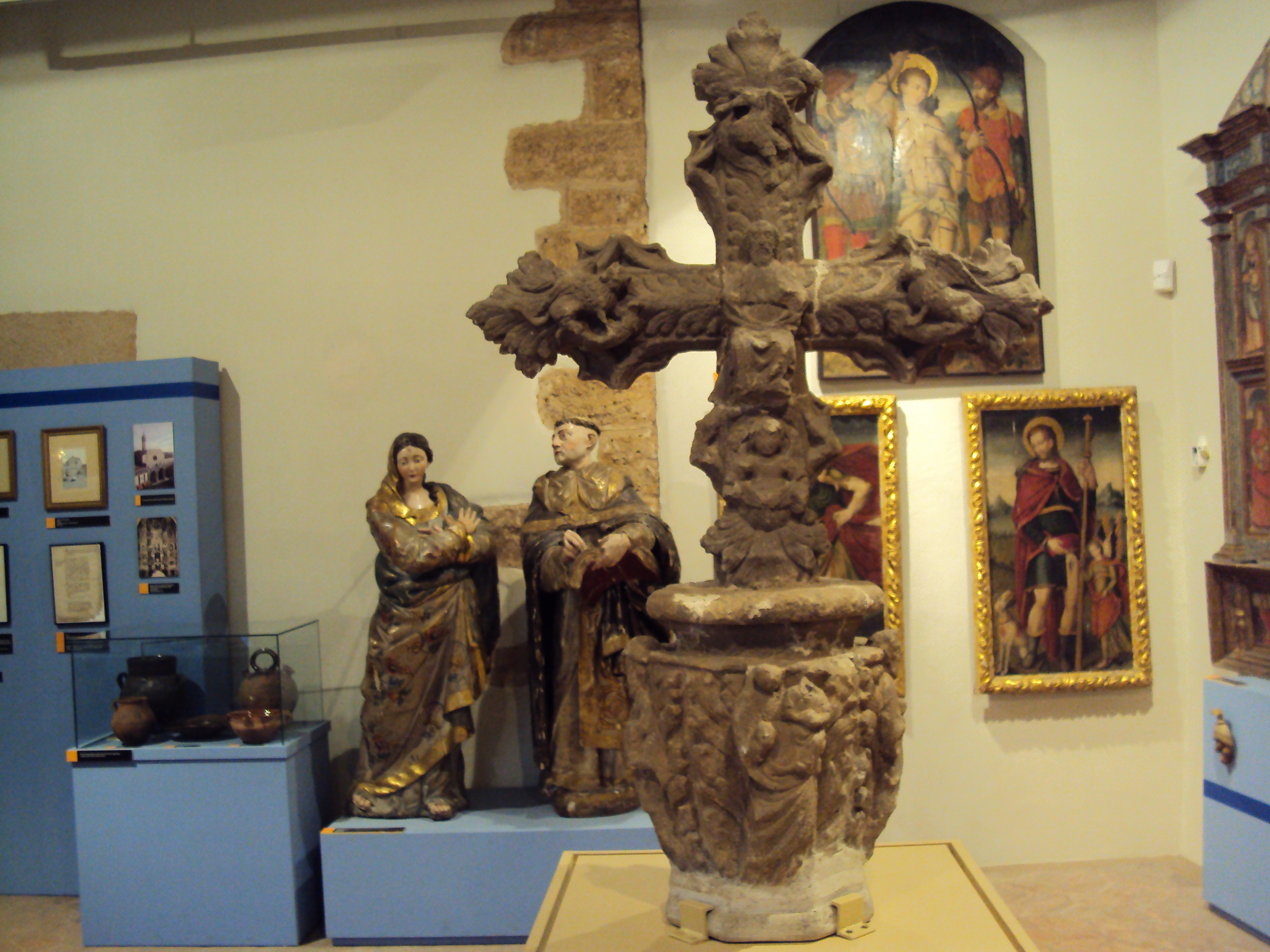
L'original de la Creu Gran, exposat al Museu

La nova exposició permanent data del 1994 i està estructurada en diferents àmbits cronològics: 
- Medi natural: els tres hàbitats principals del Vallès (boscos, rieres i torrents, zones agrícoles).
- Prehistòria i món antic: peces dels jaciments neolítics i ibèrics i de l'Ègara romana, entre d'altres.
- Món medieval: restes arqueològiques de les esglésies de Sant Pere, el castell de Vallparadís i l'antic castell palau de Terrassa; la Mare de Déu de Sant Cugat (talla del segle xiii), pintures murals de Rellinars, etc.
- Etapa moderna: objectes i restes de tipus religiós, com retaules dels segles xvii i xviii.
- Etapa contemporània: les formes de vida rural i industrial al segle xix.
- Cultura i societat: hi destaca la col·lecció de pintura del segle xx, amb obres de Joaquim Vancells, Joaquim Torres García, etc.

## Obres destacades
- Bust de Josep Rigol
- Pistola de clau de miquelet